# بنجامين ليستر (لاعب كريكت)
بنجامين ليستر (بالإنجليزية: Benjamin Lister)‏ (9 ديسمبر 1850 - 3 ديسمبر 1919 في المملكة المتحدة) هو لاعب كريكت بريطاني (وحمل سابقاً جنسية المملكة المتحدة لبريطانيا العظمى وأيرلندا).